# Таксабл
- 6 июня 1944 года войска Великобритании, США и Канады высадились во Франции. Вместе с высадкой морского десанта проводился ряд дезинформационных операций под кодовыми названиями «Глиммер» и «Таксабл», целью которых было ввести немцев в заблуждение относительно настоящего направления вторжения.

- С целью сохранения операции в тайне, за 10 дней до высадки была задержана вся почта, адресованная воинским частям, иностранным посольствам, временно запрещена посылка шифрованных телеграмм, задерживалась даже дипломатическая почта.

- Для дезинформации противников союзники провели специальные операции. 30 апреля 1943 года у берегов Испании был брошен труп, при котором находились документы на имя офицера королевских военно-морских сил и секретные бумаги. Немецкое командование доверилось полученной информации и перебросило часть войск с Сицилии в Грецию и Сардинию. Вторая отвлекающая внимание операция под названием «Бримстон» была связана с главой абвера адмиралом Канарисом. Именно он предоставил Гитлеру документы о готовившейся высадке войск в Греции и Сардинии.